# Brug 98
Brug 98 is een vaste brug in Amsterdam-Centrum. 
De brug is gelegen in de oostelijke kade van de Lijnbaansgracht en voert over de Passeerdersgracht. De Lijnbaansgracht stuit hier al sinds eind 18e eeuw op het Raamplein (eerst nog Malagplein geheten) om pas weer bij de Leidsegracht te gaan stromen (er zou een duiker onder het terrein lopen). De brug, per 10 oktober 1995 een gemeentelijk monument, is omringd door andere monumenten:
- Lijnbaansgracht 211-218/Passeerdersgracht 34-38, een woonblok van Göbel en den Hertog, gemeentelijk monument
- brug 99, gemeentelijk monument
- Passeerdersgracht 27, de conciërgewoning behorende bij de Openbare Handelsschool, een rijksmonument
- Raamplein 1, gymnastieklokaal en hoofdgebouw van de Openbare Handelsschool, een rijksmonument
- Nieuwe Passeerdersstraat 1, dat Jeugdtheater De Krakeling herbergt, een rijksmonument.

Aan de overkant van de Lijnbaansgracht met haar kade Marnixstraat begint een bijna 100 meter lange duiker. 
Op de kaart van Joan Blaeu uit 1649 is de brug net als de andere brug 96 over de Passeerdersgracht al ingetekend. Net als de bruggen over de Looiersgracht was ook deze brug er bijna niet meer geweest. In 1913 kwam een plan boven tafel de Passeerdersgracht te dempen en hier een grote brede weg neer te leggen, De nabijgelegen Leidsestraat kon het verkeer niet aan. Het plan hield ook in dat er historische gebouwen aan de Herengracht en Keizergracht gesloopt moesten worden en de Beulingsloot gedempt. De schoonheidsschade zou blijvend zijn, terwijl toen nog niet zeker was, dat de route voldoende verkeersaanbod zou krijgen. Het plan ging dus niet door. De huidige brug (gegevens 2017) dateert van 1927. Toen werd het deel van de kade Lijnbaansgracht tussen de Passeerdersstraat en -gracht afgesloten voor het vernieuwen de brug. Van 9 mei tot 4 september 1927 werd hier een brug geplaatst naar een ontwerp (van het bureau) van Piet Kramer, bruggenarchitect van de Dienst der Publieke Werken. De brug (met name de walkanten) heeft de voor Kramer kenmerkende Amsterdamse Schoolstijl. De overspanning zelf is vrij standaard, maar de balustrades van siersmeedwerk zijn ook duidelijk van de hand van Kramer. Deze balustrades lopen door tot natuurstenen kolom, hier eenvoudig bewerkt.        

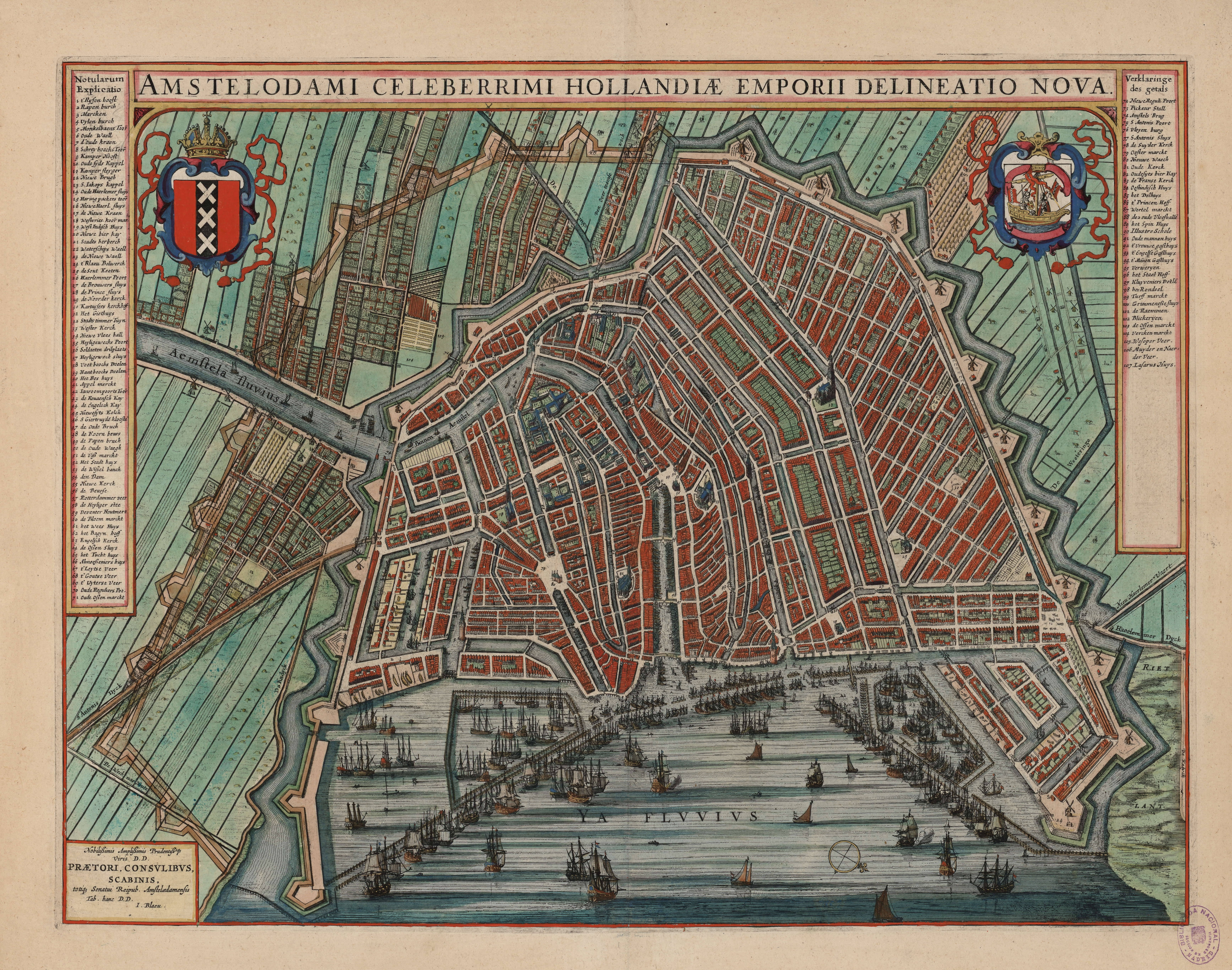
De brug is op de kaart van Joan Blaeu uit 1649 al aangegeven

1 · 2 · 3 · 4 · 5 · 6 · 7 · 8 · 9 · 10 · 11 · 12 · 13 · 14 · 15 · 16 · 17 · 18 · 19 · 20 · 21 · 22 · 23 · 24 · 25 · 26 · 27 · 28 · 29 · 30 · 31 · 32 · 34 · 35 · 36 · 37 · 38 · 39 · 40 · 41 · 42 · 43 · 44 · 45 · 46 · 47 · 48 · 49 · 50 · 51 · 52 · 53 · 54 · 55 · 56 · 57 · 58 · 59 · 60 · 61 · 62 · 63 · 64 · 65 · 66 · 67 · 68 · 69 · 70 · 71 · 72 · 73 · 74 · 75 · 76 · 77 · 78 · 79 · 80 · 81 · 82 · 84 · 85 · 86 · 87 · 88 · 89 · 90 · 91 · 92 · 93 · 94 · 95 · 96 · 97 · 98 · 99 · >>>
Brugnummers 33 en 83 zijn niet (meer) vergeven